# Río Seco (periodiskt vattendrag i Spanien, Andalusien, Provincia de Málaga, lat 36,75, long -4,08)
Río Seco är ett periodiskt vattendrag i Spanien.   Det ligger i provinsen Provincia de Málaga och regionen Andalusien, i den södra delen av landet, 400 km söder om huvudstaden Madrid.